# 勝利神弓
勝利神弓（拉丁字母轉寫：Vijaya Dhanush，其中在梵語中表「勝利」之意），亦作勝利弓、音譯作毘闍耶，《摩訶婆羅多》人物迦爾納所持之弓，相傳可為所有者帶來勝利。迦爾納已身懷神技時得贈此弓，更加威風堂堂、靡堅不摧。

## 創造
勝利神弓為毘首羯磨為溼婆所鑄，旨在助其摧毀特里普拉城。溼婆以一發獸寶破城，而后將該弓交予因陀羅，欲求妥善保管。同阿修羅交戰時，因陀羅常揮摛此物，前者因其毀滅之力而懼怕此弓。

## 迦爾納與勝利神弓
迦爾納畢生僅於俱盧之戰之第十七日與阿周那對峙時使用該弓一次。當日，知曉其威武的奎師那告誡阿周那，若非全力而戰，或將不敵。
迦爾納亦得一別名「勝利神弓之執掌者（विजयधारी）」。

## 特徵
此弓之弦堅韌異常，無法為任何神器毀壞。每逢拉弓瞄準，其便為咒語真言所盈滿，威力增強數倍；每逢利箭射出，其便轟然作響，激越勝雷，且釋放電光，可致盲並威懾敵方。若一戰士手中持有此物，包括獸寶在內的任何兵器皆無法傷之分毫。